# Onthophagus muticus
Onthophagus muticus é uma espécie de inseto do género Onthophagus, família Scarabaeidae, ordem Coleoptera.

## História
Foi descrita cientificamente por MacLeay em 1864.